# Atletica leggera ai Giochi della VII Olimpiade - Maratona

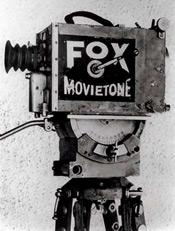
video della corsa (durata: 54")

La competizione della maratona di atletica leggera ai Giochi della VII Olimpiade si tenne il giorno 22 agosto 1920 ad Anversa. La gara fu disputata sulla distanza di 42,750 km.

## Il percorso
Partenza dallo stadio olimpico situato nel sobborgo di Beerschot, a sud ovest di Anversa. Uscita dalla città e passaggi presso i centri rurali (all'epoca) di Wilrijk, Aartselaar, Reet, Rumst, Waarloos, e Kontich, ove si trovava il "giro di boa" della mezza maratona (21,375 km) nelle vicinanze della Cappella di Reepkens; a quel punto, gli atleti ripercorrevano esattamente la stessa strada a ritroso, fino all'arrivo nello stadio Olimpico già teatro della partenza.

## Classifica
Il via è dato poco dopo le 16 del 22 agosto. Il sudafricano Gitsham conduce per i primi 15 km, poi viene scavalcato da Kolehmainen, che transita a metà gara in 1h13'10". Al 27º km il finlandese accelera, mentre Gitsham è ritardato da un dolore a una gamba. Il trentunenne Kolehmainen arriva solo al traguardo con 70 m di vantaggio su Lossmann stabilendo la miglior prestazione mondiale sulla distanza. Terzo posto per l'italiano Valerio Arri, che fece qui la sua ultima prestazione degna di nota sulla scena internazionale. Solo quarto l'atleta di casa, Auguste Broos. 

Kolehmainen è il primo specialista delle gare su pista ad imporsi sulla maratona alle Olimpiadi.
| Pos.    | Atleta                  | Nazione          | Tempo     |
| ------- | ----------------------- | ---------------- | --------- |
| Oro     | Hannes Kolehmainen      | Finlandia        | 2h32'35"8 |
| Argento | Jüri Lossmann           | Estonia          | 2h32'48"6 |
| Bronzo  | Valerio Arri            | Italia           | 2h36'32"8 |
| 4       | Auguste Broos           | Belgio           | 2h39'25"8 |
| 5       | Juho Tuomikoski         | Finlandia        | 2h40'18"8 |
| 6       | Sofus Rose              | Danimarca        | 2h41'18"0 |
| 7       | Joseph Organ            | Stati Uniti      | 2h41'30"0 |
| 8       | Rudolf Hansen           | Danimarca        | 2h41'39"4 |
| 9       | Urho Tallgren           | Finlandia        | 2h42'40"0 |
| 10      | Tatu Kolehmainen        | Finlandia        | 2h44'03"2 |
| 11      | Carl Linder             | Stati Uniti      | 2h44'21"2 |
| 12      | Charles Mellor          | Stati Uniti      | 2h45'30"0 |
| 13      | James Dellow            | Canada           | 2h46'47"0 |
| 14      | Bobby Mills             | Gran Bretagna    | 2h48'05"0 |
| 15      | Arthur Scholes          | Canada           | 2h48'30"0 |
| 16      | Shizo Kanakuri          | Giappone         | 2h48'45"4 |
| 17      | Gustav Kinn             | Svezia           | 2h49'10"4 |
| 18      | Albert Moché            | Francia          | 2h50'00"2 |
| 19      | Phadeppa Chaugle        | India Britannica | 2h50'45"4 |
| 20      | Zensaku Motegi          | Giappone         | 2h51'09"4 |
| 21      | Kenzo Yashima           | Giappone         | 2h57'02"0 |
| 22      | Norman General          | Canada           | 2h58'01"0 |
| 23      | Rudolf Wåhlin           | Svezia           | 2h59'23"0 |
| 24      | Yahei Miura             | Giappone         | 2h59'37"0 |
| 25      | Henri Teyssedou         | Francia          | 3h00'04"0 |
| 26      | Hendricus Wessel        | Paesi Bassi      | 3h00'17"0 |
| 27      | Charles Melis           | Belgio           | 3h00'51"0 |
| 28      | William Grüner          | Svezia           | 3h01'48"0 |
| 29      | George Piper            | Gran Bretagna    | 3h02'10"0 |
| 30      | Sinton Hewitt           | Australia        | 3h03'27"0 |
| 31      | Leslie Housden          | Gran Bretagna    | 3h14'07"0 |
| 32      | Iraklis Sakellaropoulos | Grecia           | 3h14'25"0 |
| 33      | Juan Bascuñán           | Cile             | 3h17'47"0 |
| 34      | Oscar Blansaer          | Belgio           | 3h20'00"0 |
| 35      | Eric Robertson          | Gran Bretagna    | 3h55'00"0 |
| -       | Christian Gitsham       | Sudafrica        | Ritirato  |
| -       | Ettore Blasi            | Italia           | Rit.      |
| -       | Louis Ichard            | Francia          | Rit.      |
| -       | Augusto Persico         | Italia           | Rit.      |
| -       | Albert Smoke            | Canada           | Rit.      |
| -       | Axel Jensen             | Danimarca        | Rit.      |
| -       | Arthur Roth             | Stati Uniti      | Rit.      |
| -       | Panagiotis Trivoulidas  | Grecia           | Rit.      |
| -       | Christiaan Huijgens     | Paesi Bassi      | Rit.      |
| -       | Desiré Van Remortel     | Belgio           | Rit.      |
| -       | Hans Schuster           | Svezia           | Rit.      |
| -       | Amédée Trichard         | Francia          | Rit.      |
| -       | Sadashir Datar          | India Britannica | Rit.      |